# Suzanne Moll
Suzanne Moll (født 18. marts 1961) er en dansk journalist, der har haft flere ledende stillinger i medievirksomheder.
Suzanne Moll er uddannet bibliotekar fra Danmarks Biblioteksskole i 1985, men har siden arbejdet med journalistik, først som freelancer, senere på Radioavisen fra 1994 og som studievært på P3 Eftermiddag. Hun har også været reporter på TV Avisen og programudvikler og studievært på DR2's bogprogram, Bestseller.I 2001 blev hun indlandsredaktør/souschef på TV Avisen, og i 2006 blev hun chef for DR's regionalradio Københavns Radio. I oktober 2006 blev hun ansat som nyhedschef på TV 2 Radio, og 14. november 2007 overtog hun rollen som ny konstitueret direktør for kanalen efter Jens Rohde. Efter TV 2 Radios lukning i 2008 blev hun chefredaktør for B.T., 
Fra 1. november 2009 var Moll underdirektør i DR Programproduktion med ansvar for strategi.
Ansættelse blev kortvarig da hun blev afskediget samme måned som led i en nedlæggelse af flere chefstillinger i DR.
Hun var med til at bygge radiokanalen Radio24syv op. 
I oktober 2012 sagde hun dog sin stilling op for at lave internationale projekter.
Suzanne Moll er medlem af Foreningen for Undersøgende Journalistik og Publicistklubben.